# Щелков, Иван Петрович
Ива́н Петро́вич Щёлков (1833, Харьков — 1909) — российский физиолог, ординарный профессор и ректор Харьковского университета (1884—1890) и Варшавского университета (1892—1894).

## Биография
Родился в Харькове в богатой купеческой семье. Сначала получил домашнее образование, затем два года провёл в частном пансионе, из которого в 1846 году поступил в 3-й класс Харьковской 2-й гимназии. В 1850 году окончил гимназию с золотой медалью и поступил на медицинский факультет Харьковского университета; в 1855 году окончил университет с отличием. В последующие два года был помощником ординатора при хирургической клинике.
Защитил докторскую диссертацию (1857) и получил степень доктора медицины. В следующем году был отправлен за границу на 3 года, где занимался в университетах Вены, Праги и Берлина и Парижа. По возвращении из-за границы Щелков был назначен сперва адъюнктом, а затем профессором по кафедре физиологии в Харьковском университете.
В 1863 году утвержден ординарным профессором по кафедре физиологии и общей патологии медицинского факультета Харьковского университета. Читал физиологию дыхания, кровообращения и нервной системы; энциклопедию и методологию медицины, теорию гальваномагнитных лечений, курс общей патологии по соответствующей кафедре, некоторое время по кафедре эмбриологии, гистологии и сравнительной анатомии читал гистологию. Научные труды И. П. Щелкова посвящены физиологии. Его перу принадлежит учебник по физиологии в 3-х выпусках. Впервые в России организовал физиологическую лабораторию, что позволило ему проводить экспериментальные исследования. Основатель харьковской школы физиологов.
Изучая кровоснабжение скелетных мышц, И. П. Щелков в 1863-м и В. К. Задлер в 1869 годах сделали очень важное открытие, получившее название рабочей гиперемии скелетных мышц, то есть усиления их кровоснабжения при сокращении. Написал несколько работ по физиологии и физиологической химии. Автор учебника физиологии (Харьков (1871—1873).
Избирался деканом медицинского факультета, проректором университета. Ректор Харьковского университета (1884—1890). Затем был перемещен на должность ректора Императорского Варшавского университета.
В 1892 году Совет университета избрал его почётным членом Харьковского университета. После окончания служебной деятельности переехал в г. Судак (Таврической губернии) на постоянное место жительства.
Награжден орденами Святой Анны II степени; Святого Станислава I степени; Святого Владимира III степени.

## Рекомендуемая литература
- Биобиблиографический словарь ученых Харьковского университета. Т. 1. Ректоры (1805—1919, 1933—1995) / Сост.: В. Д. Прокопова и др. — Харьков: НФТЦ, 1995. — С. 51—53.
- Данилевский В. Я. Иван Петрович Щелков: (биограф. очерк) // «Утро». — 1911. — № 747—748.
- Змеев Л. В. Щелков Иван Петрович // Русские врачи-писатели
- Иван Петрович Щелков // Материалы для истории научной и прикладной деятельности в России по зоологии и соприкасающимся с нею отраслями знаний, преимущественно за последнее тридцатилетие (1850—1988 г.) / Собр. А.Богдановым. — М., 1888. — Т. 1. — Л. 4. фото на табл. 12.
- Медицинский факультет Харьковского университета за первые сто лет его существования (1805—1905). — Харьков: Изд. Харьк. Ун-та, 1908. — [Разд.1]. — С. 42, 49—50, 71, 266; [Разд. 2]. — С. 35—41.
- Черников Ю. Т. Заслуженный профессор Иван Петрович Щелков 1833—1909. — Харьков, 1996. — 119 с.